# Kriegerdenkmal Jeetze
Das Kriegerdenkmal Jeetze ist ein denkmalgeschütztes Kriegerdenkmal im Ortsteil Jeetze der Stadt Kalbe (Milde) in Sachsen-Anhalt. Im örtlichen Denkmalverzeichnis ist das Kriegerdenkmal unter der Erfassungsnummer 094 61236 als Kleindenkmal verzeichnet.

## Allgemeines
Das Kriegerdenkmal Jeetze, an der Kreuzung Jeetzer Dorfstraße und Dorfplatz, nördlich der Dorfkirche Jeetze, besteht aus einem Sockel aus Feldsteinen auf dem ein großer Findling aufgesetzt wurde. Gekrönt wird das Denkmal durch einen Adler mit ausgebreiteten Schwingen. Es ist eine Erinnerungsstätte für die gefallenen Soldaten des Ersten Weltkriegs und des Zweiten Weltkriegs.
Im Kreisarchiv des Altmarkkreises Salzwedel ist die Ehrenliste der Gefallenen des Ersten Weltkriegs erhalten geblieben. In der Dorfkirche Jeetze sind Gedenktafeln vorhanden. Die Gedenktafel für die Gefallenen des Ersten Weltkriegs ist aus Metall gefertigt und es wird vermutet, dass sie ursprünglich am Kriegerdenkmal angebracht gewesen war und später durch die heutige Gedenktafel ersetzt wurde. Die Gedenktafel für die Gefallenen der Befreiungskriege von 1813–1815, die laut preußischer Anordnung in jedem Ort geschaffen werden musste, ist nicht mehr vorhanden. In den Akten von 1816 sind im Landesarchiv Sachsen-Anhalt die Listen der Gefallenen aber noch erhalten geblieben.